# Alkmene (appel)

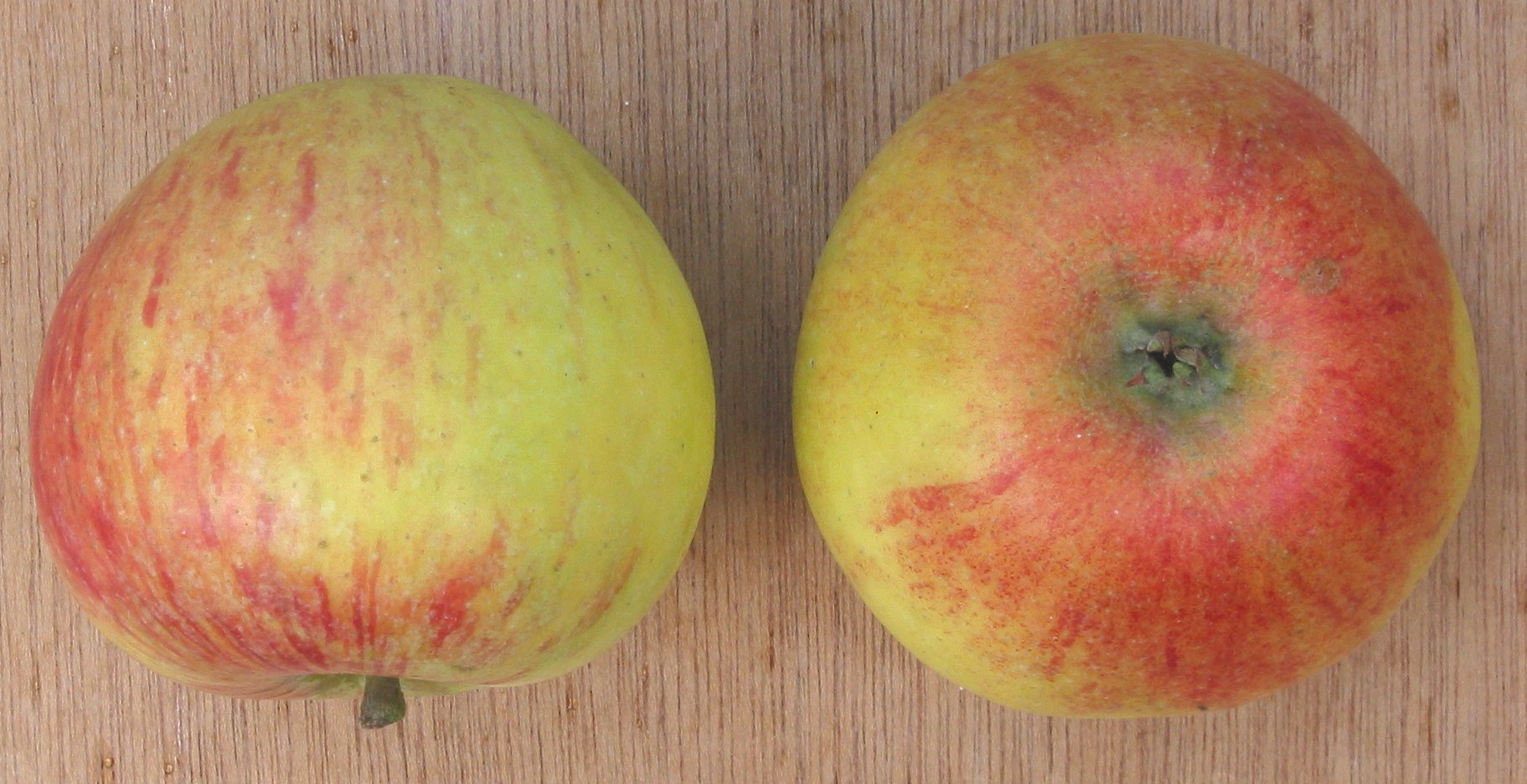
alkmene

Alkmene is een oranjerode appel op een gele ondergrond. De vruchten hebben een Cox's-aroma: zoetzuur. Het vruchtvlees is roomwit en vrij stevig tot tamelijk hard. Alkmene kan voor het maken van appelmoes gebruikt worden.
Het ras is in Duitsland ontstaan uit een kruising van Geheimrat Dr. Oldenburg met Cox's Orange Pippin en in 1962 in de handel gebracht.
Alkmene kan geplukt worden vanaf eind augustus tot eind september en is beperkt - ten hoogste enkele weken - bewaarbaar.

## Kleurmutanten
- Cevaal: egalere rode blos

## Ziekten
Alkmene is weinig vatbaar voor vruchtboomkanker (Nectria galligena) en meeldauw (Podosphaera leucotricha) en middelmatig vatbaar voor schurft (Venturia inaequalis). Alkmene is gevoelig voor spint.